# Рівненський апеляційний господарський суд

Юрисдикція суду

Рі́вненський апеляці́йний господа́рський суд — колишній апеляційний господарський суд загальної юрисдикції, розміщений у місті Рівному. Юрисдикція суду поширювалася на Вінницьку, Волинську, Житомирську, Рівненську та Хмельницьку області.
Суд здійснював правосуддя до початку роботи Північно-західного апеляційного господарського суду, що відбулося 5 жовтня 2018 року.

## Керівництво
Голова суду — Мельник Олег Володимирович
 Заступник голови суду — Тимошенко Олег Михайлович
 Керівник апарату — Турович Наталія Сергіївна.

## Показники діяльності у 2015 році
- Перебувало на розгляді справ — 3308
  - надійшло у 2015 році — 3023
- Розглянуто — 2132[7].